# Flughafen Port Harcourt

i7
i11
i13

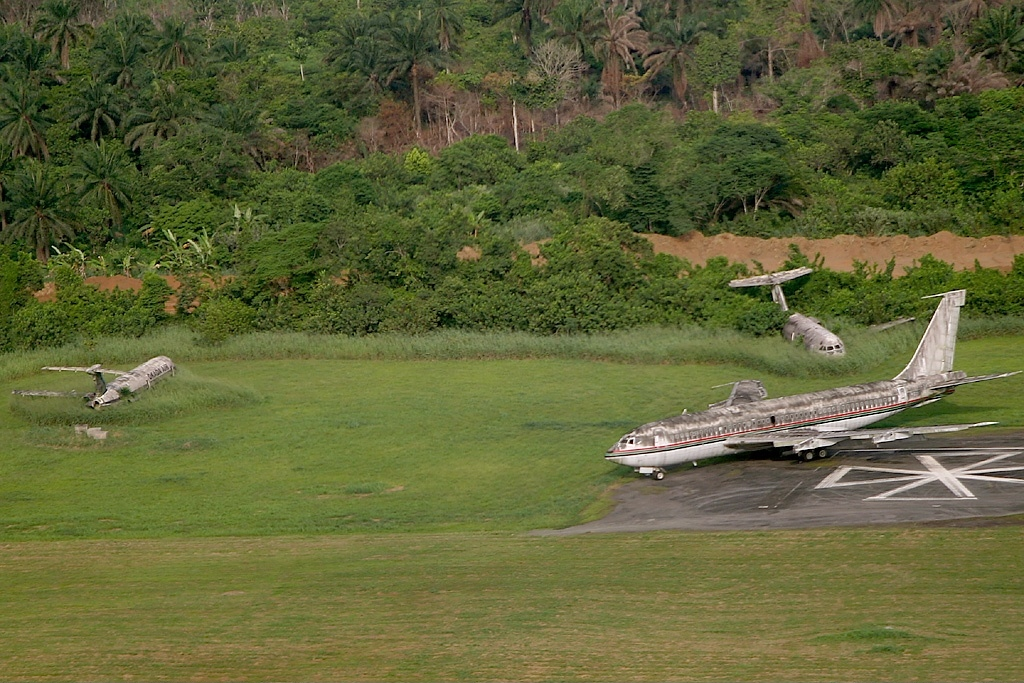
Am Rand des Flugplatzes abgestellte, ausgesonderte Flugzeuge

Der Port Harcourt International Airport (Yoruba Pápá Ọkọ̀-Òfurúfú Káríayé Port Harcourt, Hausa Filin jirgin saman Port Harcourt, IATA-Code: PHC, ICAO-Code: DNPO) ist der Flughafen der im Süden Nigerias liegenden Stadt Port Harcourt.
Nach einem Feuer am 17. August 2006 blieb der Flughafen ab dem darauffolgenden Tag zunächst geschlossen. Neben der Sanierung der Start- und Landebahn wurden ein Beleuchtungs- und Instrumentenlandesystem der Kategorie 2 („CAT II“) sowie ein Zaun um das Flughafengelände errichtet. Im Dezember 2007 erfolgte nach zahlreichen Verzögerungen die teilweise, im Mai 2008 die vollständige Wiedereröffnung.

## Flugziele
Die Cronos Airlines fliegt Accra und Malabo an. Qatar Airways fliegt nach Doha und Turkish Airlines fliegt nach Istanbul.

## Zwischenfälle
- Am 21. Januar 1968 (genaues Datum unbestätigt) verunglückte eine Lockheed L-1049G Super Constellation der Regierung von Biafra (Luftfahrzeugkennzeichen 5T-TAC) im Anflug auf den Flughafen Port Harcourt. Alle 5 Besatzungsmitglieder kamen ums Leben.[4]

- Am 28. September 1968 kollidierte eine aus Lagos kommende Douglas DC-4/C-54B-1-DC der nigerianischen Pan African Airlines mit dem US-amerikanischen (N90427) während eines Nachtanflugs auf den Flughafen Port Harcourt mit Bäumen und stürzte in ein Dorf. Die geladene Munition an Bord explodierte und löste einen starken Brand aus. Alle 57 Insassen, zwei Besatzungsmitglieder und 55 Passagiere, sowie eine Person am Boden wurden getötet.[5]

- Am 10. November 1969 wurde eine Douglas DC-4-1009 der nigerianischen Pan African Airlines (N480G) auf dem Flughafen Port Harcourt bei einem Luftangriff durch ein Kleinstflugzeug des Typs Malmö Flygindustri MFI-9 zerstört. Die angreifende Maschine wurde eingesetzt, um die Transportflugzeuge der Hungerhilfe während des Biafra-Krieges zu schützen. Personen kamen nicht zu Schaden.[6]

- Am 10. Dezember 2005 verunglückte eine in Abuja gestartete Douglas DC-9-32 (5N-BFD) der nigerianischen Fluggesellschaft Sosoliso Airlines am Flughafen Port Harcourt, da die Piloten den ILS-Anflug unterhalb der Entscheidungshöhe fortsetzten, ohne Piste oder Anflugbefeuerung zu sehen und das Durchstarten zu spät, erst mehr als 31 Meter unter der Entscheidungshöhe, einleiteten. Das Flugzeug wurde vollständig zerstört und von den 110 Insassen wurden die 7 Besatzungsmitglieder und 101 Passagiere tödlich und 2 Passagiere schwer verletzt. Die fehlerhafte Durchführung des Durchstartvorgangs trug mit zur Schwere des Unfalls bei.[7][8]

## Verkehrsstatistik
| Jahr | Passagiere | Veränderung in % | Fracht in Tonnen | Flugbewegungen |
| ---- | ---------- | ---------------- | ---------------- | -------------- |
| 2006 | 679.282    |                  |                  | 14.867         |
| 2007 | 5494       |                  |                  | 122            |
| 2008 | 868.458    |                  |                  | 16.913         |
| 2009 | 1.081.587  | 24,5 %           |                  | 22.188         |

1. ↑  Der Flughafen war 2006 lediglich von Januar bis August geöffnet.
2. ↑  Der Flughafen war 2007 lediglich im Dezember geöffnet.